# Галогеноводні
Галоге́ново́дні, гідроге́н галогені́ди, гідроге́н галі́ди (англ. hydrogen halides) — хімічні сполуки загальної формули HHal.
Всі вони є газами при 298 °К з різким кислим запахом. Дипольний момент їх зменшується від HF до HI (1,83, 1,11, 0,83, 0,45 D).
У водних розчинах — кислоти. Кислотні властивості зростають від HF (дуже слабка кислота) до HI.
| Сполука      | Формула | Модель | Молярна маса | Довжина зв'язку d(H-X)/pm | Валентний кут (H-X-H), ° | Дипольний момент μ/D | G°f    | tплав °C | tкип °C |
| ------------ | ------- | ------ | ------------ | ------------------------- | ------------------------ | -------------------- | ------ | -------- | ------- |
| Фтороводень  | HF      |        | 20           | 91,7                      | 1,86                     | −270,7               | −83,4  | 19,5     |         |
| Хлороводень  | HCl     |        | 36,5         | 127,4                     | 1,11                     | −92,3                | −114,2 | −85,1    |         |
| Бромоводень  | HBr     |        | 81           | 141,4                     | 0,79                     | −36,3                | −86,9  | −66,8    |         |
| Йодоводень   | HI      |        | 128          | 160,9                     | 0,38                     | 26,57                | −50,8  | −35,4    |         |
| Астатоводень | HAt     |        | 211          | 172,0                     | -0,06                    |                      | −26,5  | −20,0    |         |